# Kochikame
Kochira Katsushikaku Kameari Kouenmae Hashutsujo (яп. こちら葛飾区亀有公園前派出所 Котира Кацусика-ку Камэари ко:эн маэ хасюцудзё, «Это полицейский участок перед парком Камэари в районе Кацусика»), также известная как Kochikame (яп. こち亀 Котикамэ) — комедийная манга Осаму Акимото, с 1976 по 2016 года выходившая в еженедельном журнале для юношей (сёнэн) Shonen Jump. Было опубликовано более 1800 глав манги, объединенных в 200 томов, что делает её второй наиболее продолжительной в истории, уступая лишь Golgo 13.
На 2007 год было продано более 135 млн копий Kochikame. По данным на 2010 год, общее количество проданных томов превысило 140 млн, что делает мангу Kochikame одной из наиболее успешных у издательства Shueisha. Согласно опросу, проведенному в 2007 году министерством культуры Японии, занимает 40-е место среди лучшей манги всех времен.
По мотивам Kochikame было снято одноимённое аниме, транслировавшееся в Японии Animax и Fuji Television, а также сделан фильм, два полнометражных анимационных фильма, телесериал и написано несколько пьес.
Действие манги происходит в полицейском участке Токио. Kochikame посвящена неудачам пожилого полицейского по имени Канкити Рёцу.